# Лубенський ґебіт
Лубе́нський ґебі́т, окру́га Лубни́ (нім. Kreisgebiet Lubny) — адміністративно-територіальна одиниця генеральної округи Київ райхскомісаріату Україна під час німецької окупації Української РСР протягом Німецько-радянської війни. Адміністративним центром ґебіту було місто Лубни.
Ґебіт утворено 1 вересня 1942 року на території нинішньої Полтавської області після успішного просування Вермахту далеко вглиб Радянського Союзу до Волги і на Північний Кавказ. Округа формально існувала до 1944 року, фактично ж — до 19 вересня 1943 року, коли Лубни було взято радянськими військами. Окупаційне утворення охоплювало територію трьох районів тодішньої Полтавської області: Лазірківського, Лубенського і Оржицького — та поділялося на три райони: Лазірки (Rayon Lasorki), Лубни (Rayon Lubny) і Заріг (Rayon Sarig), межі яких збігалися з тогочасним радянським адміністративним поділом. Центром останнього спочатку була Оржиця (Orschiza).  На території округи було залишено без змін і радянську структуру адміністративних та господарських органів. Всі керівні посади в ґебіті обіймали німці, здебільшого з числа тих, хто не підлягав мобілізації до вермахту. Лише старостами районів і сіл призначалися прихильні до окупантів місцеві жителі або фольксдойчі.
У Лубнах виходила газета «Лубенський вісник» (28 жовтня 1941 – 1943) та часопис «Рідне слово» (1941-1942). Редактором обох видань був Вадим Страхов. 